# Портленд Файр
«Портленд Файр» (англ. Portland Fire) — американская профессиональная женская баскетбольная команда, которая выступала в Западной конференции женской национальной баскетбольной ассоциации (ЖНБА). Команда базировалась в городе Портленд (штат Орегон). «Файр» являются единственным клубом лиги, который никогда не выходил в плей-офф.
Команда была основана перед началом сезона 2000 года, её председателем стал Пол Аллен, который в то время также владел командой НБА «Портленд Трэйл Блэйзерс». После сезона 2002 года ЖНБА продала права собственности на свои франшизы владельцам команд НБА или третьим лицам. Финансовые проблемы Пола Аллена вывели его из игры, чтобы купить франшизу «Файр». После окончания сезона Терри Эммерт и его близкий друг, бывшая легенда «Трэйл Блэйзерс» Клайд Дрекслер, вели переговоры с ассоциацией по покупке команды, но стороны так и не смогли прийти к соглашению, чтобы завершить продажу франшизы. В конечном итоге франшиза свернулась в декабре 2002 года, а позже команда была расформирована на драфте распределения, который, как и основной драфт, прошёл 24 апреля 2003 года.
За время существования клуба в нём выступали такие известные баскетболистки, как Талли Бевилаква, Мишель ван Горп, Тамика Джексон, Кэролин Джонс-Янг, Сильвия Кроли, Мишель Марсиньяк, Джеки Стайлз и Демайя Уокер.

## Участия в финалах ЖНБА
За свою очень короткую историю команда «Портленд Файр» не только ни разу не принимала участия в финальной серии ЖНБА, но даже ни разу не выходила в плей-офф турнира.

## Протокол сезонов ЖНБА
| Сезон         | Конференция   | Место         | Регулярный чемпионат | Регулярный чемпионат | Регулярный чемпионат | Плей-офф                                  | Тренер                                    | Ссылки                                    |
| Сезон         | Конференция   | Место         | Победы               | Поражения            | Процент              | Плей-офф                                  | Тренер                                    | Ссылки                                    |
| Портленд Файр | Портленд Файр | Портленд Файр | Портленд Файр        | Портленд Файр        | Портленд Файр        | Портленд Файр                             | Портленд Файр                             | Портленд Файр                             |
| ------------- | ------------- | ------------- | -------------------- | -------------------- | -------------------- | ----------------------------------------- | ----------------------------------------- | ----------------------------------------- |
| 2000          | Западная      | 7-е           | 10                   | 22                   | 31,3                 | Не квалифицировалась в плей-офф           | Линда Харгроув                            | [ 5 ]                                     |
| 2001          | Западная      | 7-е           | 11                   | 21                   | 34,4                 | Не квалифицировалась в плей-офф           | Линда Харгроув                            | [ 6 ]                                     |
| 2002          | Западная      | 5-е           | 16                   | 16                   | 50,0                 | Не квалифицировалась в плей-офф           | Линда Харгроув                            | [ 7 ]                                     |
| Регулярки     | Регулярки     | Регулярки     | 37                   | 59                   | 38,5                 | 0 титулов победителя Западной конференции | 0 титулов победителя Западной конференции | 0 титулов победителя Западной конференции |
| Плей-офф      | Плей-офф      | Плей-офф      | 0                    | 0                    | 0,0                  | 0 титулов победителя турнира женской НБА  | 0 титулов победителя турнира женской НБА  | 0 титулов победителя турнира женской НБА  |

## Статистика игроков
| Сезоны | Лучшие игроки команды по пяти главным статистическим показателям | Лучшие игроки команды по пяти главным статистическим показателям | Лучшие игроки команды по пяти главным статистическим показателям | Лучшие игроки команды по пяти главным статистическим показателям | Лучшие игроки команды по пяти главным статистическим показателям | Ссылки |
| Сезоны | PPG                                                              | RPG                                                              | APG                                                              | SPG                                                              | BPG                                                              | Ссылки |
| ------ | ---------------------------------------------------------------- | ---------------------------------------------------------------- | ---------------------------------------------------------------- | ---------------------------------------------------------------- | ---------------------------------------------------------------- | ------ |
| 2000   | София Уизерспун (16,8)                                           | Сильвия Кроли (6,0)                                              | Стейси Томас (3,2)                                               | Стейси Томас (1,7)                                               | Сильвия Кроли (0,8)                                              | [ 5 ]  |
| 2001   | Джеки Стайлз (14,9)                                              | Кристин Фолкл (7,7)                                              | Талли Бевилаква (3,3)                                            | Талли Бевилаква (1,9)                                            | Кристин Фолкл (1,1)                                              | [ 6 ]  |
| 2002   | Демайя Уокер (10,9)                                              | Демайя Уокер (5,0)                                               | Юкари Фиггз (3,4)                                                | Тамика Джексон (1,7)                                             | Сильвия Кроли (1,2)                                              | [ 7 ]  |

## Состав в сезоне 2002
| \| Поз. \| № \| Гражд. \| Имя \| Дата рождения (возраст) \| Рост \| Вес \| Звание \| \| ---- \| -- \| ------ \| ------------------ \| -------------------------- \| ------ \| ----- \| ------ \| \| Ф/Ц \| 0 \| \| Сильвия Кроли \| 27 сентября 1972 (52 года) \| 196 см \| 84 кг \| \| \| З \| 4 \| \| Талли Бевилаква \| 19 июля 1972 (52 года) \| 170 см \| 65 кг \| \| \| З \| 5 \| \| Юкари Фиггз \| 31 марта 1977 (48 лет) \| 175 см \| 64 кг \| \| \| З \| 10 \| \| Джеки Стайлз \| 21 декабря 1978 (46 лет) \| 173 см \| 65 кг \| \| \| Ф \| 11 \| \| Стейси Томас \| 29 августа 1978 (46 лет) \| 178 см \| 69 кг \| \| \| З \| 12 \| \| Кэролин Янг \| 28 июля 1969 (55 лет) \| 175 см \| 79 кг \| \| \| Ф \| 22 \| \| Демайя Уокер \| 28 ноября 1977 (47 лет) \| 190 см \| 86 кг \| \| \| Ф/Ц \| 24 \| \| Кристин Фолкл \| 19 декабря 1975 (49 лет) \| 188 см \| 86 кг \| \| \| З/Ф \| 33 \| \| Лакванда Барксдейл \| 3 октября 1979 (45 лет) \| 178 см \| 71 кг \| \| \| З \| 35 \| \| Тамика Джексон \| 22 апреля 1978 (47 лет) \| 168 см \| 54 кг \| \| \| Ц \| 41 \| \| Алиса Беррас \| 23 июня 1975 (50 лет) \| 190 см \| 98 кг \| \| \| Ф \| 42 \| \| Эмбер Холл \| 29 декабря 1977 (47 лет) \| 183 см \| 84 кг \| \| | Главный тренер - Линда Харгроув Ассистенты тренера - Джесси Кенло - Том Ньюэлл Легенда - (К) — Капитан команды Последнее изменение: 1 сентября 2002 года |                |                    |                            |        |       |        |
| Поз. | № | Гражд.         | Имя                | Дата рождения (возраст)    | Рост   | Вес   | Звание |
| Ф/Ц | 0 | Флаг США       | Сильвия Кроли      | 27 сентября 1972 (52 года) | 196 см | 84 кг |        |
| З | 4 | Флаг Австралии | Талли Бевилаква    | 19 июля 1972 (52 года)     | 170 см | 65 кг |        |
| З | 5 | Флаг США       | Юкари Фиггз        | 31 марта 1977 (48 лет)     | 175 см | 64 кг |        |
| З | 10 | Флаг США       | Джеки Стайлз       | 21 декабря 1978 (46 лет)   | 173 см | 65 кг |        |
| Ф | 11 | Флаг США       | Стейси Томас       | 29 августа 1978 (46 лет)   | 178 см | 69 кг |        |
| З | 12 | Флаг США       | Кэролин Янг        | 28 июля 1969 (55 лет)      | 175 см | 79 кг |        |
| Ф | 22 | Флаг США       | Демайя Уокер       | 28 ноября 1977 (47 лет)    | 190 см | 86 кг |        |
| Ф/Ц | 24 | Флаг США       | Кристин Фолкл      | 19 декабря 1975 (49 лет)   | 188 см | 86 кг |        |
| З/Ф | 33 | Флаг США       | Лакванда Барксдейл | 3 октября 1979 (45 лет)    | 178 см | 71 кг |        |
| З | 35 | Флаг США       | Тамика Джексон     | 22 апреля 1978 (47 лет)    | 168 см | 54 кг |        |
| Ц | 41 | Флаг США       | Алиса Беррас       | 23 июня 1975 (50 лет)      | 190 см | 98 кг |        |
| Ф | 42 | Флаг Канады    | Эмбер Холл         | 29 декабря 1977 (47 лет)   | 183 см | 84 кг |        |

## Главные тренеры
| Тренер         | Сезоны    | Победы и поражения (процент) | Победы и поражения (процент) | Ссылки |
| Тренер         | Сезоны    | Регулярка                    | Плей-офф                     | Ссылки |
| -------------- | --------- | ---------------------------- | ---------------------------- | ------ |
| Линда Харгроув | 2000—2002 | 37-59 (38,5)                 | 0-0 (0,0)                    | [ 8 ]  |
| Всего          |           | 37-59 (38,5)                 | 0-0 (0,0)                    |        |

## Генеральные менеджеры
- Линда Харгроув (2000—2002)

## Зал славы женского баскетбола
| Игрок        | Позиция            | Карьера в команде | Год включения | Ссылки |
| ------------ | ------------------ | ----------------- | ------------- | ------ |
| Джеки Стайлз | Атакующий защитник | (2001—2002)       | 2016          | [ 9 ]  |

## Индивидуальные и командные награды
| Награды[a]                  | Игроки, тренеры и сезоны | Ссылки |
| --------------------------- | ------------------------ | ------ |
| Чемпионка ЖНБА              | нет                      |        |
| Финал ЖНБА                  | нет                      |        |
| Плей-офф ЖНБА               | нет                      |        |
| MVP ЖНБА                    | нет                      | [ 10 ] |
| MVP финала ЖНБА             | нет                      | [ 11 ] |
| MVP ASG ЖНБА                | нет                      |        |
| Лучший игрок обороны        | нет                      | [ 12 ] |
| Самый прогрессирующий игрок | нет                      | [ 13 ] |
| Спортивное поведение        | нет                      | [ 14 ] |
| Лучший новичок              | Джеки Стайлз (2001)      | [ 15 ] |
| Лучший тренер               | нет                      | [ 16 ] |

- a  В таблицу включены лишь те призы, которыми награждались игроки за время существования команды.

## Известные игроки
- Лакванда Барксдейл
- Талли Бевилаква
- Алиса Беррас
- Мишель ван Горп
- Тамика Джексон
- Кэролин Джонс-Янг
- Сильвия Кроли
- Мишель Марсиньяк
- Линн Прайд
- Джеки Стайлз
- Стейси Томас
- Джамиля Уайдман
- София Уизерспун
- Демайя Уокер
- Юкари Фиггз
- Кристин Фолкл

## Участники матчей всех звёзд
| Год  | Участники матчей всех звёзд | Участники матчей всех звёзд |
| Год  | Стартовый состав            | Резервный состав            |
| ---- | --------------------------- | --------------------------- |
| 2000 |                             |                             |
| 2001 |                             | Джеки Стайлз                |
| 2002 |                             |                             |